# Ranunculus collicolus
Ranunculus collicolus är en ranunkelväxtart som beskrevs av Y. Menadue. Ranunculus collicolus ingår i släktet ranunkler, och familjen ranunkelväxter. Inga underarter finns listade i Catalogue of Life.